# Église Sant'Alessandro in Colonna
L'église Sant'Alessandro in Colonna est une église catholique romaine de style baroque dédiée à Alexandre de Bergame, située à Bergame  (Lombardie), en Italie.

## Histoire et description
Une église existait sur le site depuis l'époque paléochrétienne, citée pour la première fois sur un document de 1133.  Après l'effondrement de la structure en 1447, elle subit une reconstruction, suivie de restaurations entre la fin du XVIIe et le début du XVIIIe siècle.
La nef comporte quatre chapelles par côté. Dans la sacristie se trouvent une Complainte sur le Christ mort de Lorenzo Lotto, une  Assomption de la Vierge  (1512) d'Alessandro Bonvicino dit il Moretto.
Dans l'autel du transept gauche se trouve une Annonciation de Gerolamo Romanino.

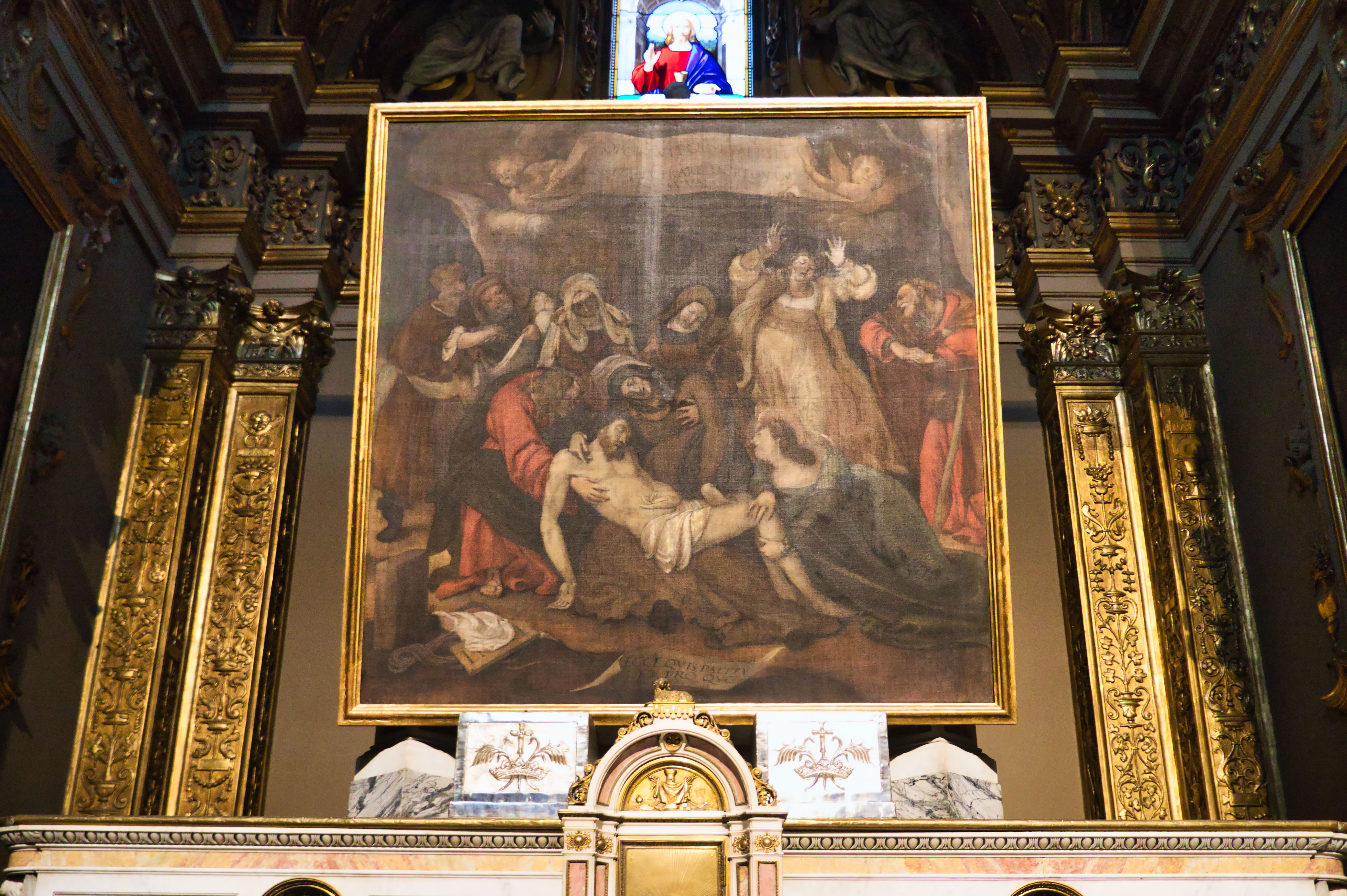
Complainte sur le Christ mort de Lorenzo Lotto.
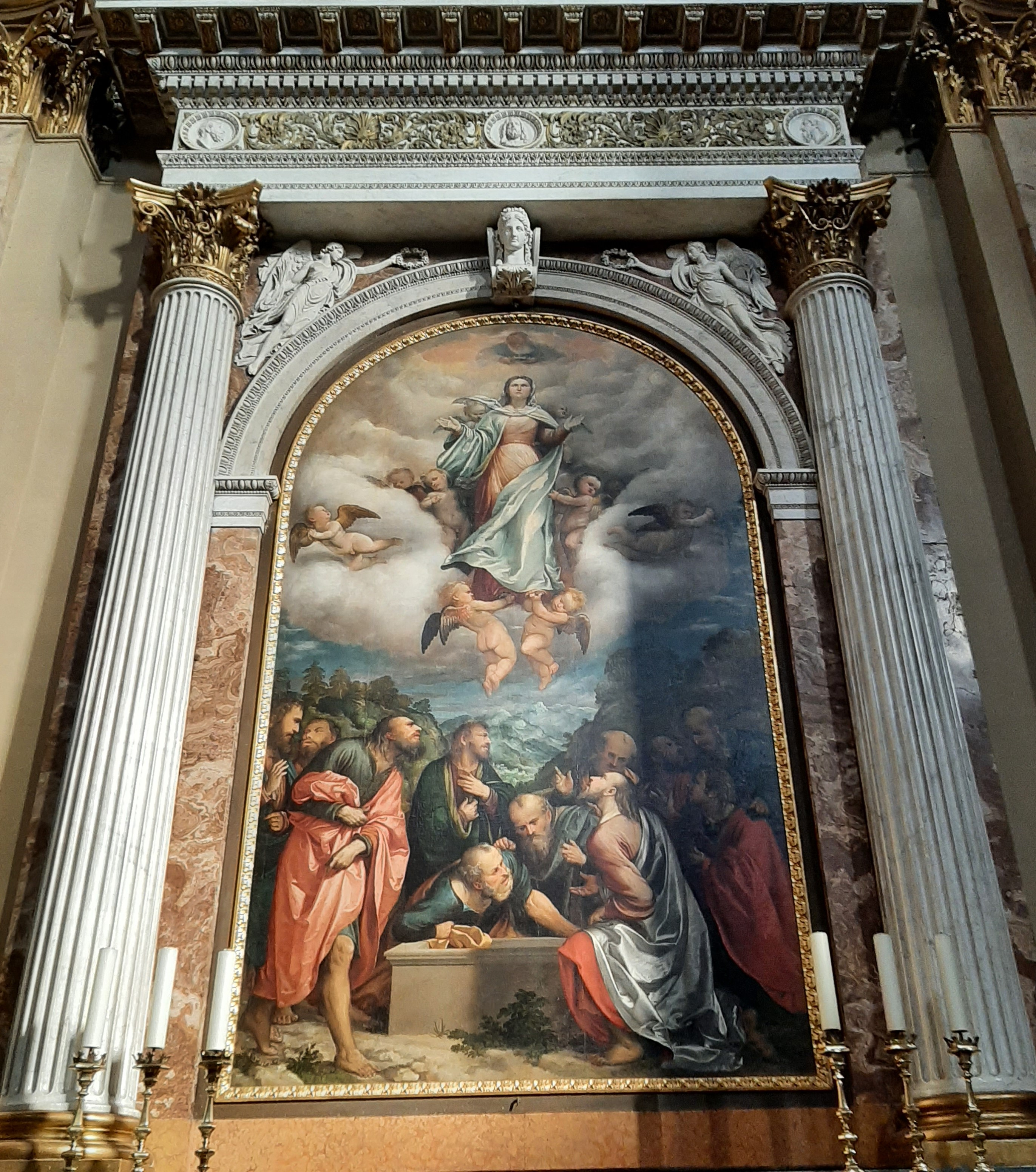
Assomption de la Vierge (1512) d'Alessandro Bonvicino.

Á l'extérieur se trouve une ancienne colonne romaine, relevée en 1618, où selon la tradition saint Alexandre fut martyrisé.

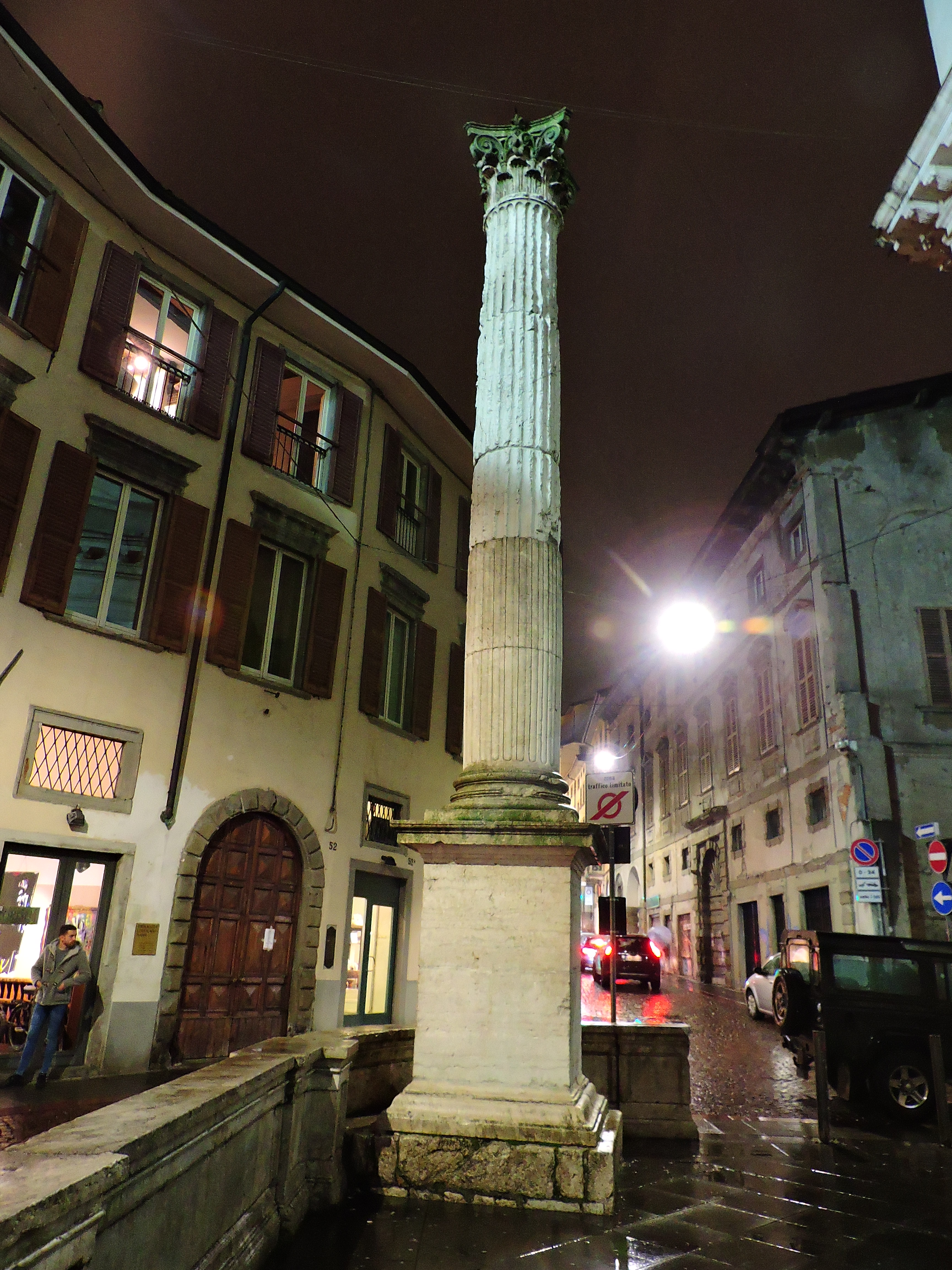
.